# Port Costa (Californie)
Port Costa est une census-designated place du comté de Contra Costa, dans l'État de Californie, aux États-Unis,. En 2010, elle compte une population de 190 habitants.